# Charlie Howard (cầu thủ bóng đá)
Charlie Sydney Howard (sinh ngày 26 tháng 11 năm 1989 in London) là một cầu thủ bóng đá người Anh. Anh có màn ra mắt tại Gillingham trong chiến thắng 4-0 trên sân nhà tại tứ kết khu vực phía nam Football League Trophy trước Dagenham & Redbridge ngày 3 tháng 11 năm 2007. Howard ra mắt tại Football League trước Port Vale vào thứ Hai Phục sinh năm 2008. Ở mùa giải 2008-09, anh được cho mượn đến Dulwich Hamlet và Thurrock (twice). Anh rời Gillingham cuối mùa giải.